# Mićunovo
Mićunovo (v srbské cyrilici Мићуново, do roku 1945 Крактур/Kraktur; maďarsky Karkatur) je vesnice na severu Srbska. Administrativně spadá pod opštinu Bačka Topola. V roce 2011 mělo Mićunovo podle sčítání lidu celkem 469 obyvatel.
Obyvatelstvo vesnice je národnostně smíšené; tři čtvrtiny obyvatel tvoří Srbové a téměř jednu čtvrtinu Maďaři. Vesnice, která původně měla název Kraktur byla po skončení druhé světové války pojmenována po bojovníkovi partyzánského boje, Lazaru Mićunovićovi. Jeho busta se v obci nachází i před místním kulturním domem.